# District de Kashmore
Le district de Kashmore, Kashmor ou Kashmoor (en ourdou : ضِلع کشمور) est une subdivision administrative du nord de la province du Sind au Pakistan. Constitué autour de sa capitale Kashmore, le district est entouré par les provinces du Baloutchistan et du Pendjab au nord, le district de Ghotki à l'est, les districts de Matiari et de Shikarpur au sud et enfin le district de Jacobabad à l'ouest.
Créé en 2004, le district compte plus d'un million d'habitants en 2017. La population, qui parle essentiellement sindhi, est principalement rurale et vit de l'agriculture. Le district est surtout pauvre et peu développé. C'est un fief du Parti du peuple pakistanais.

## Histoire
La région de Jamshoro a été sous la domination de diverses puissances au cours de l'histoire, notamment le Sultanat de Delhi puis l'Empire moghol, avant d'être intégrée au Raj britannique en 1858. La population majoritairement musulmane a soutenu la création du Pakistan en 1947.
Le district a été créé le 14 décembre 2004 en amputant le district de Jacobabad, peu avant les élections locales de 2005, dans le but de rapprocher les administrations de la population,.

## Démographie

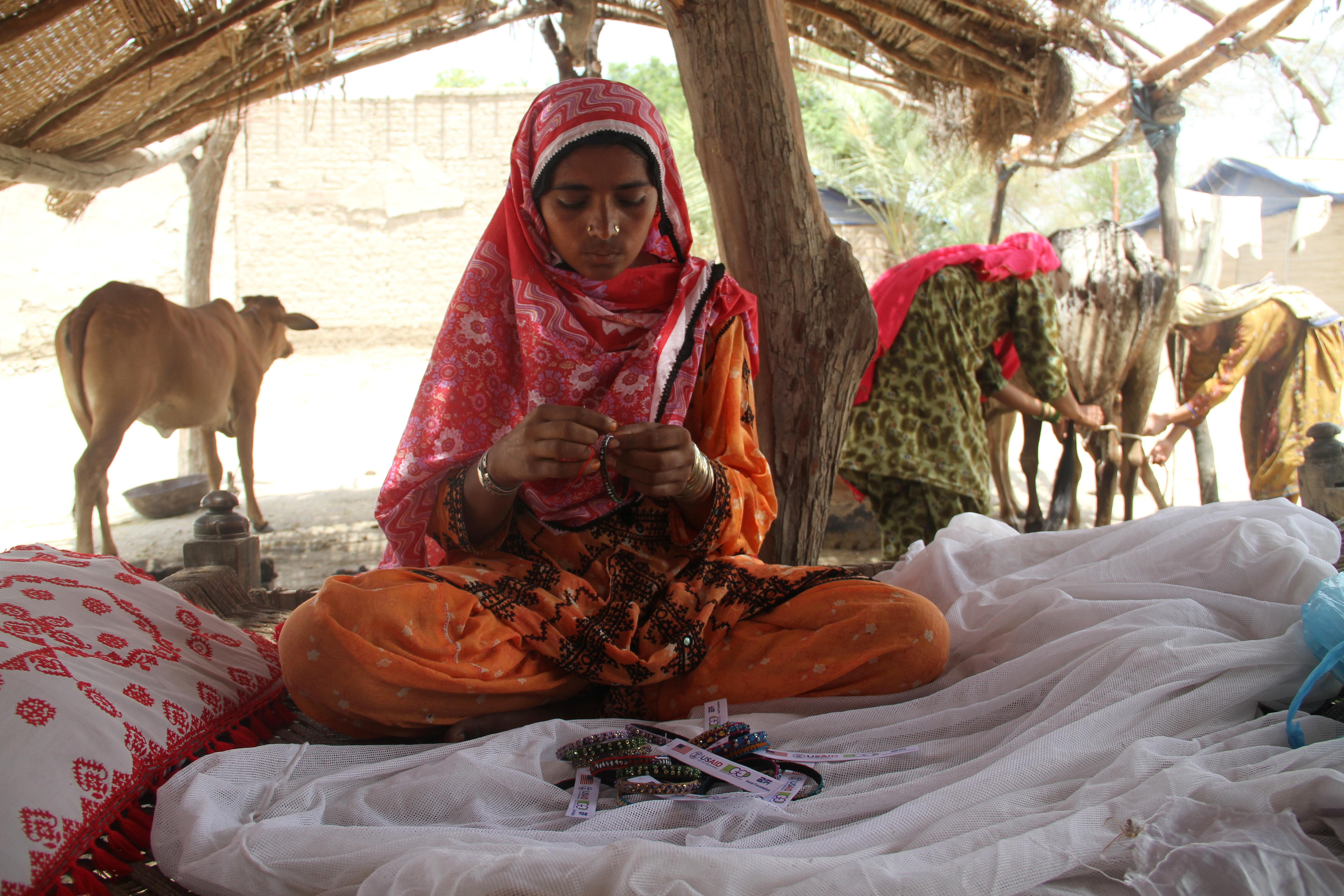
Une femme du district.

Lors du recensement de 1998, la population des tehsils qui constitueront plus tard le district a été évaluée à 677 120 personnes, dont environ 25 % d'urbains.
Le recensement suivant mené en 2017 pointe une population de 1 089 169 habitants, soit une croissance annuelle de 2,5 %, semblable aux moyennes nationale et provinciale de 2,4 %. Le taux d'urbanisation baisse un peu pour s'établir à 23 %.
La langue la plus parlée du district est de loin le sindhi, pour près de 95 %, et on trouve une petite minorité parlant baloutche (3 %).
Le district est très majoritairement musulman (97 % en 1998) mais compte des minorités hindoues (2,5 %) et chrétiennes (0,5 %).

## Administration

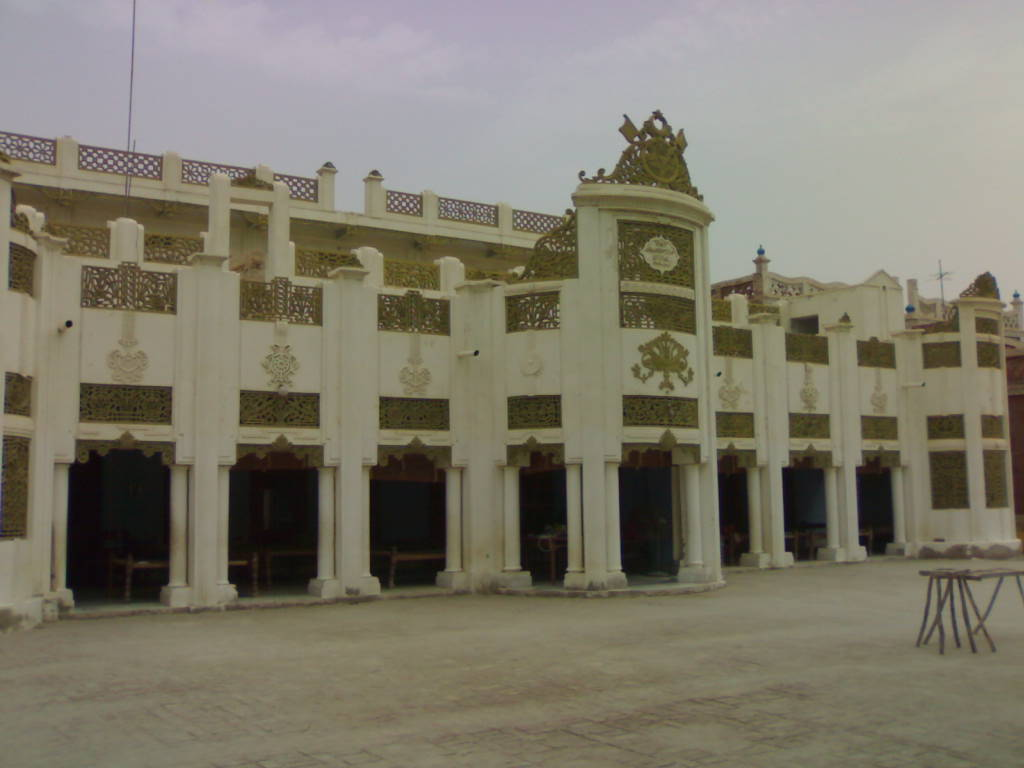
Château situé dans le district.

Le district est divisé en trois tehsils ainsi que 41 Union Councils.
| Tehsil   | Population (rec. 2017) |
| -------- | ---------------------- |
| Kandhkot | 366 484                |
| Kashmore | 434 975                |
| Tangwani | 287 710                |

Seules quatre villes du district comptent plus de 20 000 habitants. La plus importante est Kandhkot, qui fait rare n'est pas la capitale du district. Elle rassemble près de 9 % des habitants du district et 40 % de sa population urbaine. La capitale Kashmore est la deuxième ville du district.
| Ville    | Population (rec. 2017) |
| -------- | ---------------------- |
| Kandhkot | 100 698                |
| Kashmore | 56 087                 |
| Ghauspur | 35 300                 |
| Guddu    | 24 516                 |

## Économie et éducation
Kashmore est un district peu développé et principalement rural. La population vit surtout de l’agriculture, notamment de l’élevage puisqu'il contient deux importants marchés aux bestiaux. Les villes de Kandhkot et Kashmore sont situées sur la ligne de chemin de fer Jacobabad-Kot Adu, et la première de ces villes est située sur la route nationale no 55.
Selon un classement national de la qualité de l'éducation, le district se trouve un peu en dessous de la médiane du pays, avec une note de 54 sur 100 et une égalité entre filles et garçons de 67 %. Il est classé 83e sur 141 districts au niveau des résultats scolaires et 101e sur 155 au niveau de la qualité des infrastructures des établissements du primaire.

## Politique
À la suite de la réforme électorale de 2018, le district est représenté par la circonscription no 197 à l'Assemblée nationale ainsi que les trois circonscriptions no 4 à 6 de l'Assemblée provinciale du Sind. Lors des élections législatives de 2018, elles sont toutes remportées par des membres du Parti du peuple pakistanais.
| Parti                                      | Voix (national) | %       | Élus nationaux | Élus provinciaux |
| ------------------------------------------ | --------------- | ------- | -------------- | ---------------- |
| Parti du peuple pakistanais                | 84 940          | 56,47 % | 1              | 3                |
| Muttahida Majlis-e-Amal                    | 47 547          | 31,61 % | 0              | 0                |
| Grande alliance démocratique               | 2 369           | 1,57 %  | 0              | 0                |
| Autres partis                              | 1 522           | 1,01 %  | 0              | 0                |
| Indépendants                               | 14 049          | 9,34 %  | 0              | 0                |
| Total exprimés (participation : 36,37 %)   | 150 427         | 100 %   | 1              | 3                |
| Source : Commission électorale du Pakistan |                 |         |                |                  |

## Source
- (en) Findings of the Situation Analysis in Kashmore World Population Foundation Pakistan